# جوناثان كوروين
جوناثان كوروين, نوفمبر 14, 1640 – 9 يونيو 1718) تاجر وسياسي وقاضي من نيوإنجلاند. ويشتهر بأنه أحد القضاة المعنيين بمحاكمات السحر في سالم عام 1692، على الرغم من أن عمله الأخير شمل أيضاً الخدمة كقاضي مساعد لمحكمة ماساتشوستس العليا للقضاء، وهي أعلى محكمة في مقاطعة خليج ماساتشوستس.

## الحياة
ولد جوناثان كوروين في 14 نوفمبر 1640 في سالم، وهي مدينة ساحلية في ميناء مستعمرة خليج ماساتشوستس، وهو واحد من خمسة أطفال ولدوا لجورج وإليزابيث (هيربرت) كوروين. وصل والده إلى سالم عام 1638 وكانت والدته أبنة رئيس بلدية نورثامبتون جون هيربرت. كان والده تاجراً ثرياً وبناء سفن في سالم، وأستمر جوناثان في تجارته. تزوج من إليزابيث جيبس (قبل الزواج شيف)، أرملة روبرت جيبس، في 1675 ولديهما عشرة أطفال.
كما شارك كوروين في الشؤون العامة. أنتخب مرتين في الجمعية الإستعمارية، في 1682 و 1689، وكان مؤيد قوي للنظام القديم عندما تم تأسيس دومينيون نيو انجلاند في 1686. وكان أيضاً قاضي نشط في المحاكم المحلية، والأستماع إلى قضايا التعامل مع جرائم صغيرة وتهم بسيطة مثل السكر والسطو.

## المحاكمات الساحرة سالم
عندما بدأت التقارير عن الشعوذة في مقاطعة إسكس، كان كوروين أحد القضاة الذين طلب منهم إجراء تحقيقات أولية في التقارير. وقد عقد هو وجون هاثورن، وهو قاض محلي آخر، جلسات أستماع في أوائل شهر مارس / آذار من عام 1692، حيث تم جمع الشهادات من تيتوبا، سارة جود، وسارة أوزبورن، أول ثلاث نساء متهمات بالسحر. بسبب دستورية حكومة ماساشوسيتس غير المؤكدة في عام 1692 (تم إخلاء ميثاقها عام 1684، وتم إصلاحه مع الميثاق بعد ثورة بوسطن عام 1689 التي أنهت حكم دومينيون السير إدموند أندروس)، كان هناك تردد بين الزعماء المستعمرين لإنشاء المحاكم لسماع القضايا حتى وصل السير وليام فيلبس في مايو 1692 مع الميثاق الذي أنشأ مقاطعة خليج ماساتشوستس.[بحاجة لمصدر]
بحلول هذا الوقت، تم سجن عدد كبير من الناس بتهمة السحر في منطقة سالم. فيلبس، الذي تم تعيينه حاكماً للمقاطعة، كواحدة من أعماله المبكرة أنشئت محكمة خاصة لمحكمة أوير وترماينر للأستماع إلى القضايا المتراكمة. لم يتم تعيين كوروين في البداية للمحكمة، ولكن عندما أستقال ناثانيال سالتونستال أحتجاجًا على التعليق الأول، قامت شركة فيلبس بتعيين كوروين إلى اللجنة.[بحاجة لمصدر]
ووقع كوروين عدة مذكرات توقيف ونسخ بعض من جلسات الأستماع لكن ندرة السجلات من أحداث 1692 يجعل من المستحيل تحديد دور كوروين الشامل في المحاكمات وكذلك موقفه تجاه القبول في المحكمة من الأدلة الطيفية، فكرة أن الأعمال التي تمت رؤيتها في الرؤى يمكن أن يكون مؤشراً على السحر. أدانت المحكمة الخاصة تسعة عشر بالسحر وحكمت عليهم بالمشهد قبل أن يتم حلها في أكتوبر 1692. تم إنشاء نظام المحاكم الإقليمية في يناير 1693، مع المحكمة العليا للقضاء، المحكمة العليا في المقاطعة، والأستماع إلى قضايا السحر المتبقية.[بحاجة لمصدر]
حمات كوروين، مارغريت شيف ثاتشر (قبل الزواج ويب)؛ مواليد 1625، بوسطن، إلى هنري ودورابل (قبل الزواج سميث) ويب - توفيت في 23 فبراير 1694، بوسطن)، وأتهمت بالسحر من قبل خادمتها، ميرسي شورت. أمتلكت ثاتشر ممتلكات كبيرة في بوسطن، بما في ذلك منزلها والمساحة التي كانت بجوار منزل الحاكم وليام فيلبس. بعد عدة سنوات من وفاة زوجها الأول، تزوجت من القس توماس ثاتشر. من 1669 إلى وفاته في 1678، خدمت ثاتشر ككاهنة مؤسسة للكنيسة الجنوب القديمة. لم يتم أتهام ثاتشر، والمعروفة بأسم التقية العظيمة، ولكن شورت ستقضي بعض الوقت وراء القضبان بعد الأعتراف بالسحر نفسها.

## في وقت لاحق من الحياة
لم يتم تعيين كوروين في البداية في المحكمة العليا. تم تعيينه في مجلس المحافظ من 1692 إلى 1714، وعمل كقاض في محكمة المناشدات المشتركة لأسكس من 1692 إلى 1708. في تلك السنة تم ترشيحه من قبل الحاكم جوزيف دادلي ليكون قاضياً مساعداً للمحكمة العليا بعد أستقالة جون ليفريت. وعقد هذا المنصب حتى وفاته في 1717.[بحاجة لمصدر]

## الأرث

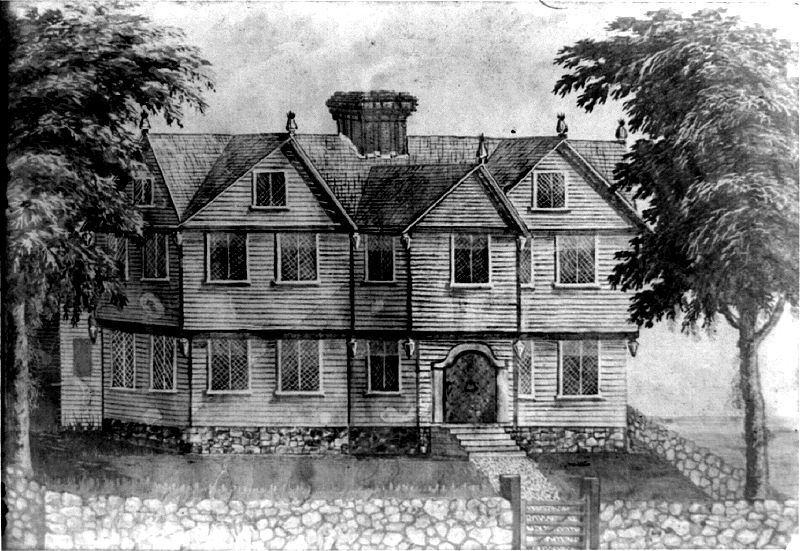
منزل جوناثان كوروين

ذهب ابن كوروين جورج (لا ينبغي الخلط مع أبن شقيق كوروين، الشريف السامي جورج كوروين) إلى هارفارد، وأصبح كاهن في الكنيسة الأولى في سالم. منزل كوروين هو المبنى الوحيد المتبقي في سالم مع روابط مباشرة إلى محاكمات الساحر سالم عام 1692. وهو الآن متحف يركز على أثاث وعمارة وأسلوب حياة القرن السابع عشر.

## الملاحظات
- كوروين، إدوارد تانجور. أنساب كوروين, google.com; الوصول إلى 2 أكتوبر 2015.

## وصلات خارجية
- قضاة محاكمة السحر في سالم
- الجدول الزمني لمحاكمات السحر في سالم

| المكاتب القانونية | المكاتب القانونية                                      | المكاتب القانونية      |
| ----------------- | ------------------------------------------------------ | ---------------------- |
| سبقه جون ليفيريت  | قاضي مشارك في محكمة ماساتشوستس العليا للقضاء 1708-1715 | تبعه أدينجتون دافنبورت |